# 兵法家伝書
『兵法家伝書』（へいほうかでんしょ）は、江戸時代初期の剣豪・柳生宗矩によって寛永9年（1632年）に著された兵法（剣術：柳生新陰流）の伝書であり、またその代表的著作でもある。
同世代の剣豪・宮本武蔵の著した『五輪書』と共に、近世武道書の二大巨峰といわれる。現在は岩波文庫から渡辺一郎校注によるものが刊行されている。

## 概要
『兵法家伝書』は、江戸幕府3代将軍・徳川家光のために将軍家兵法指南役・柳生宗矩が確立した柳生新陰流（江戸柳生）の兵法思想を記した武道書である。
「進履橋」「殺人刀」「活人剣」の三部構成になっており、「進履橋」のみ、流儀を極めた者に対し、相伝の印として授ける目録となっているが、基本的には「家を出でざるの書也」とされ、柳生家の秘書とされている。
その内容は、「進履橋」は上泉秀綱に発し、父宗厳（石舟斎）から相伝された「習い（技法）」を目録として示し、「殺人刀」「活人剣」は、宗厳、宗矩父子が独自に体得した兵法の理である「習いの外の別伝（心法等）」について説いたものとなっている。全体を通じて心法についての説明について多くを割いており、「活人剣」「大なる兵法」「治国平天下の剣」「平常心」「無刀」「剣禅一致（あるいは剣禅一如）」など後の武道に影響を与えた概念が提示されている。

## 内容

### 進履橋
題名の「進履橋（しんりきょう）」は、古代中国の軍師・張良と黄石公の逸話から取られたものである。宗矩が父・柳生宗厳（石舟斎）から相伝された新陰流の勢法（形）についての目録となっているが、通常の目録とは異なり、伝書と中間の形式を取っている。基本的に上泉秀綱から宗厳へ直伝された新陰流の技法を踏襲している「大凡（おおよそ）の目録」である。しかし、「五ケの習」で示された身作りについての説明や、上位の高弟にしか稽古が許されない「奥の太刀」については宗矩による改変が見られる。

### 殺人刀
「さつじんとう」ではなく、「せつにんとう」と読む。新陰流の勢法の中にも同名のものが存在するが、大元は禅の公案集である『碧巌録』、『無門関』などからの引用である。その内容は、「古にいへる事あり、『兵は不祥の器なり。天道之を悪（にく）む。止むことを獲ずして之を用いる、是れ天道也』」という三略の引用から始まり、「兵法の目的とは」「大将たる者にとって必要な兵法とは何か」「兵法を治国に活かすとはどういうことか」ということを説きつつ、新陰流の兵法のうち、心法（特に「平常心」を得る事）に重点を置き、様々な例えや形容を用いて解説している。また「致知格物（格物致知）」のように、『大学(四書のひとつ)』などから引用された儒教的な要素も組み込まれている。

### 活人剣
「かつじんけん」ではなく「かつにんけん」と読む。これも『碧巌録』、『無門関』などからの引用である。「進履橋」と異なり、「殺人刀」と内容的な部分においては大きな差はなく、ふたつでひとつの書として捉えるのが適当である。特徴として「無刀之巻」と呼ばれる、柳生新陰流の特色である「無刀」について解説した項が含まれる。
- 「無刀之巻」
  - 「無刀」について解説がなされている箇所である。一般にイメージされるような、一種の悟りや平和主義・非武装主義・無抵抗主義などに類する思想的なものではなく、実用性の強調された護身術としての心構えが説かれている。柳生新陰流の極意であり、「専一の秘事」であると同時に、普段の稽古の時から、全ての技法・心法[注釈 3]は「悉く、無刀の（間）積もりからでる」ものであると説明されている。

## 成立の経緯
将軍家兵法指南役であった柳生宗矩は、将軍家が修めるに相応しい兵法と、それを記した伝書を作成することを目指していた。宗矩が目指していた将軍家に相応しい兵法は、「1対1で立ち合うための技法（いとちいさき兵法）」ではなく、「もろもろの軍勢を働かし、太平時に於いては治国の術ともなる兵法（大なる兵法）」でなければならなかった。そのために、家光自身の心の鍛錬、即ち『修身』につながるものを目指すこととなった。
この方向性に基づき、宗矩は具体的な理論を確立するべく、懇意にしていた禅僧・沢庵に相談し、心法の理論化についての助言を求めた。この宗矩の依頼を受け、沢庵が著したと見られるのが『不動智神妙録』である。
この書で説かれた「剣禅一致」の思想を、自身の修めた新陰流と重ねあわせ、更に、漢籍の古典（大学、三略など）も取り入れて理論化することで、宗矩は将軍家御流儀としての柳生新陰流（江戸柳生）の兵法思想を確立するに至った。その思想を伝書の形で著したことで、『兵法家伝書』は成立したのである。

## 伝授者
- 伝授された原本が現存している者
  - 柳生三厳（十兵衛） - 正確には「柳生家の次期当主」としての三厳であり、三厳自身が伝授者として宗矩に認められていたかどうかは不明。またこの柳生家に伝わるものが、おそらく最初の原本であろうと思われる。
  - 鍋島勝茂 - 柳生家、及び将軍家以外に最初に伝授されたものである。
  - 細川忠利 - 沢庵の識語の載った白紙印可状が添えられている。
  - 鍋島元茂 - 花押は、宗矩が死の間際に記したとされる「乱れ花押」である。

- 原本は不明だが、伝授されていても不自然ではない者
  - 徳川家光

## 影響
『不動智神妙録』と共に「剣禅一致」に象徴される兵法を通じての修身を説いた最初期の書物であり、また同時に、伝授は口伝が主で、技法名の目録のみであることの多かった従来の兵法伝書と異なり、その技法や思想の理論化/明文化を行なった意味でも画期的な兵法伝書であった。
ここで示された兵法思想は、後に成立する諸流派の兵法伝書にも影響を与え、従来の実戦のための「武芸」から、修身のための「武道」への変遷のきっかけとなった。

## 補足
なお、『兵法家伝書』で記された思想は柳生新陰流のうち、将軍家御流儀である江戸柳生の思想であり、尾張柳生はこの思想とは無関係である（尾張柳生家の家祖・柳生利厳（宗矩の甥・兵庫助）は、別に『始終不捨書』という伝書を著している）。